# Phthiria rhomphaea
Phthiria rhomphaea är en tvåvingeart som beskrevs av Seguy 1963. Phthiria rhomphaea ingår i släktet Phthiria och familjen svävflugor. Inga underarter finns listade i Catalogue of Life.